# Mexican Hat (Utah)
Mexican Hat (en español, sombrero mexicano) es el nombre de un lugar designado por el censo ubicado en el centro-sur del condado de San Juan a orillas del río San Juan en el estado estadounidense de Utah. En el año 2000 tenía una población de 88 habitantes y una densidad poblacional de 4,1 personas por km², con un importante decremento con respecto al de 1990, cuando contaba con 259 habitantes. Está junto a la autopista U.S. 163, a 5 km al sur de la intersección con la autopista Utah SR-261. Se encuentra junto a la frontera norte de la nación navajo y de Monument Valley.

## Geografía
Mexican Hat se encuentra ubicado en las coordenadas 37°9′54″N 109°51′56″O / 37.16500, -109.86556. Según la Oficina del Censo, la localidad tiene un área total de 22,4 km² (8,6 mi²), de la cual 1,2 km² (0,5 mi²) (5,3%) es agua.
El nombre «Mexican Hat» proviene de una curiosa formación rocosa en forma de sombrero, de 18,3 m de ancho y 3,7 m de espesor, y a una altitud de 1.340 m. s. n. m. Se encuentra al noroeste de la localidad.
El Parque Estatal Goosenecks se encuentra a unos 14 km al Oeste-Noroeste, y, el Alhambra Rock a unos 10 km al Oeste-Suroeste.

## Demografía
Según la Oficina del Censo en 2000 los ingresos medios por hogar en la localidad eran de $57.656, y los ingresos medios por familia eran $58.750. Los hombres tenían unos ingresos medios de $41.250 y $18.750 para las mujeres. La renta per cápita para la localidad era de $14.973. Alrededor del 6.5% de la población estaban por debajo del umbral de pobreza.

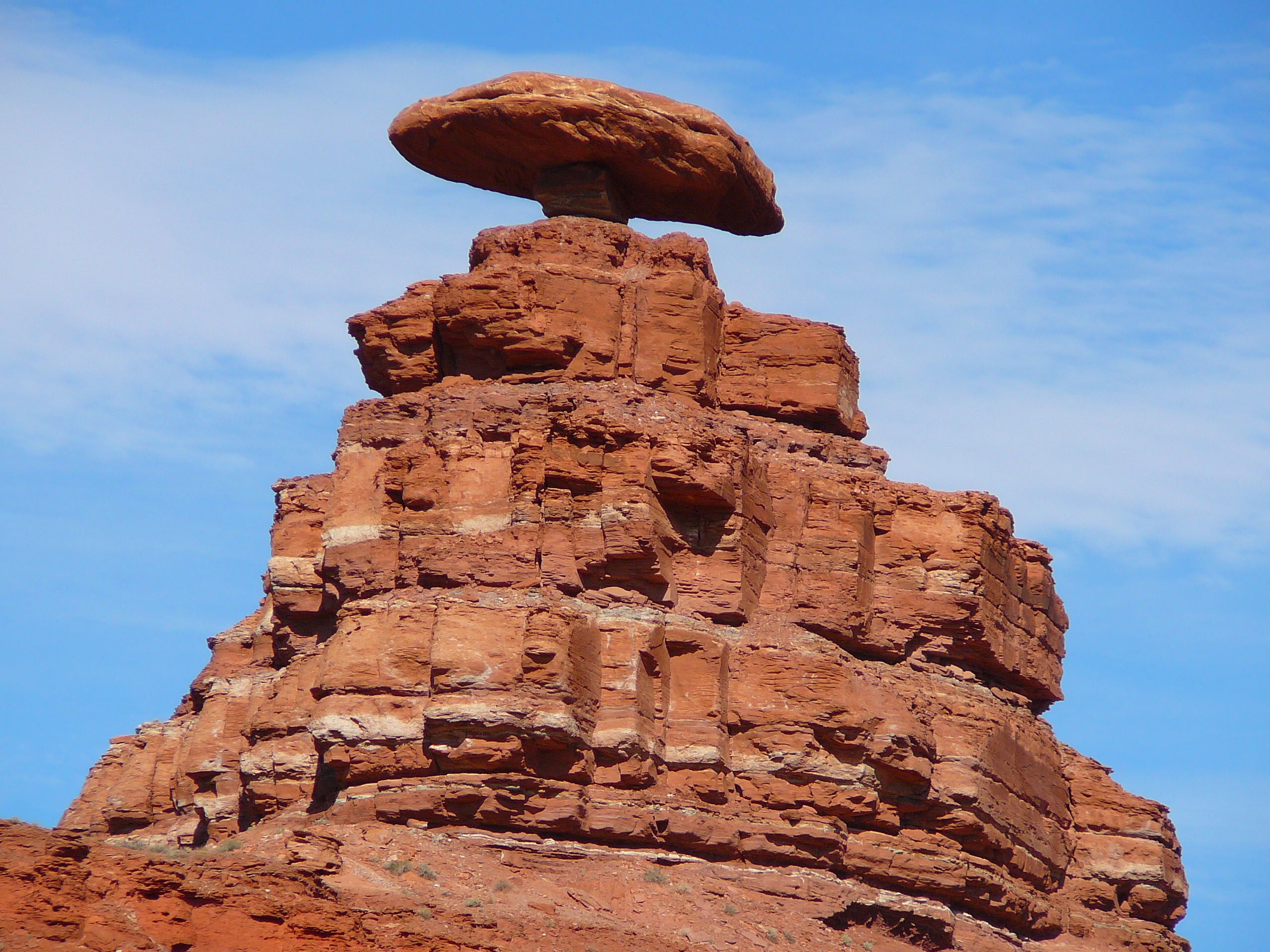
Formación rocosa que da el nombre a la localidad: Mexican Hat